# Bathippus keyensis
Bathippus keyensis là một loài nhện trong họ Salticidae.
Loài này thuộc chi Bathippus. Bathippus keyensis được Embrik Strand miêu tả năm 1911.